# Oldmeldrum
Oldmeldrum, meist nur Meldrum genannt, ist ein Dorf in der schottischen Council Area Aberdeenshire. Es liegt etwa 20 km nordwestlich von Aberdeen und 30 km südsüdöstlich von Banff. Zwischen 1911 und 1951 blieb die Einwohnerzahl konstant bei knapp über 1100. Im Jahre 2011 verzeichnete Oldmeldrum 3212 Einwohner, was fast eine Verdreifachung der Einwohnerzahl innerhalb von 50 Jahren bedeutet. Seit 1825 ist in Oldmeldrum die Whiskybrennerei Glen Garioch ansässig.

## Verkehr
Die Verbindungsstraße von Aberdeen nach Banff führt direkt durch Oldmeldrum. Die A96, die von Aberdeen nach Inverness führt, verläuft etwa sieben Kilometer südwestlich durch Inverurie. Ein Bahnhof, den die Great North of Scotland Railway bediente, wurde in den 1960er Jahren aufgelassen.
Der Kirkton of Bourtie ist ein Steinkreis in einem Feld bei Oldmeldrum.

## Persönlichkeiten
- George Chrystal (1851–1911), Mathematiker
- William Forsyth (1737–1804), Botaniker
- Patrick Manson (1844–1922), Mediziner (Geburtsstätte: Cromlet Hill)

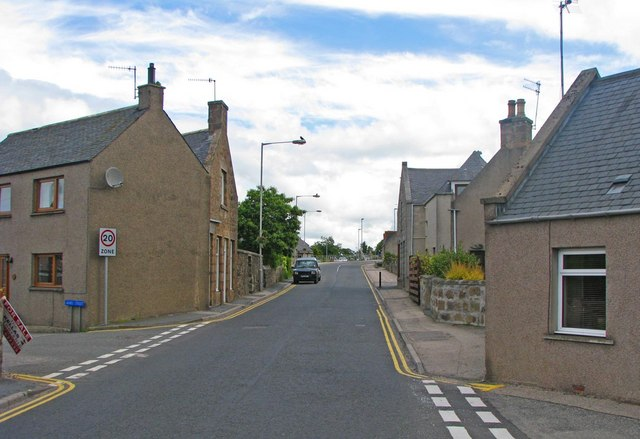
Straßenzug in Oldmeldrum
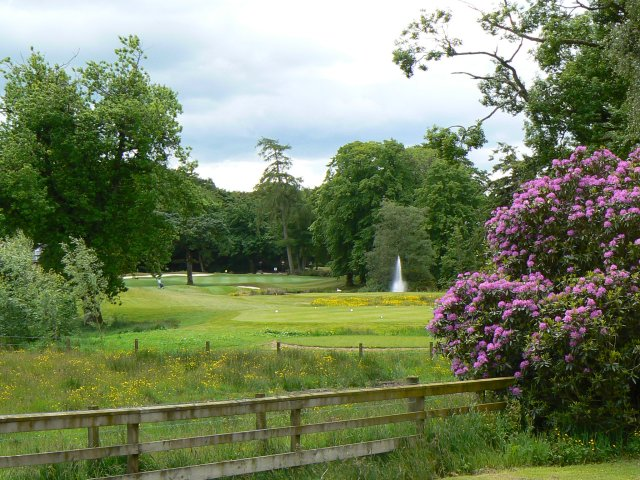
Garten des Meldrum House
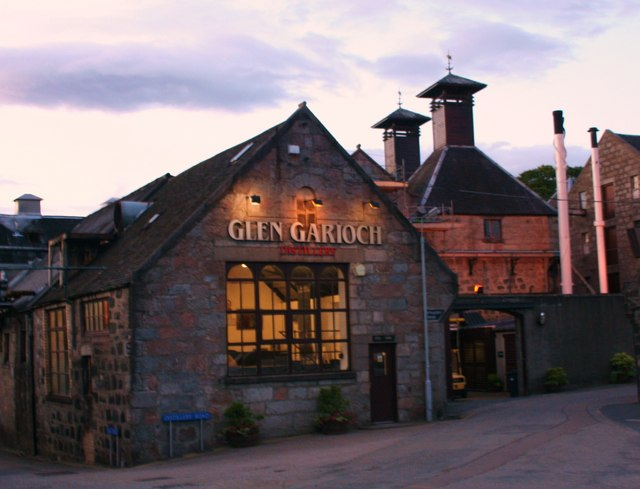
Glen-Garioch-Brennerei